# Masakari
Masakari (jap. 鉞) bezeichnet im japanischen eine große Axt (allgemein als ono bezeichnet), wie sie zum Bäume fällen oder früher als Streitaxt oder zur Bestrafung verwendet wurde.

## Beschreibung
Die Klinge der Masakari besteht aus Stahl. Sie ist einschneidig, die Schneide ist in der Form eines Halbmondes gearbeitet. Die Befestigung auf dem Stiel erfolgt mit der Hilfe eines rechteckigen Auges. Gegenüber der Klinge ist ein langer, spitz zulaufender Stachel ausgearbeitet, der dazu dient, Rüstungen zu durchdringen. Als Waffe wurde die Masakari von den Yamabushi-Mönchen als Streitaxt im Kampf benutzt. Es gibt verschiedene Versionen, die sich in Länge und Aussehen unterscheiden. Diese Axt ist in Japan sehr selten benutzt worden.